# Carlsbad-Caverns-Nationalpark
Der Carlsbad-Caverns-Nationalpark (englisch Carlsbad Caverns National Park) ist ein Nationalpark in den USA. Er befindet sich im US-Bundesstaat New Mexico und ist weltweit berühmt für die Tropfsteinhöhlen – die Carlsbad Caverns (Carlsbad-Höhlen) – und zahlreiche andere aus einem Riff aus der Perm-Periode entstandenen Felsformationen. Im Park gibt es 83 einzelne Höhlen, darunter die tiefste bekannte Kalksteinhöhle der USA mit einer Tiefe von 487 Metern unter der Erdoberfläche. Die Carlsbad-Höhle hat einen der weltweit größten unterirdischen Räume. 
Das Gebiet wurde am 25. Oktober 1923 als National Monument unter Schutz gestellt und am 14. Mai 1930 zu einem Nationalpark aufgewertet. Die Carlsbad Caverns wurden am 6. Dezember 1995 zum  UNESCO-Weltnaturerbe ernannt. Der Nationalpark umspannt ein Areal von 189 km².
Die Höhle ist sehr gut ausgebaut; es gibt sowohl Touren, bei denen der Besucher mittels eines Audioguides informiert wird, als auch eine große Anzahl von geführten Touren. Besucher können vom natürlichen Eingang her die Höhle erkunden oder sich mit dem Aufzug direkt ins Herz der Besucherhöhle bringen lassen. Dieser Aufzug ist auch der Ausgang. 
Weitere Höhlen im Nationalpark, die bei geführten Touren besichtigt werden können, sind Slaughter Canyon Cave und Spider Cave. Beide Höhlen sind nicht touristisch ausgebaut und sind über einen längeren Fußweg durch bergiges Gelände erreichbar. In Spider Cave muss der Besucher streckenweise kriechen und klettern. Wegen der stark limitierten Teilnehmerzahlen ist vorherige Reservierung erforderlich.
Der Park ist ganzjährig geöffnet, wobei die Hauptbesuchszeit zwischen Juni und August liegt.

## Geologie und Entstehung

### Entstehung des Kalksteins und der Höhlen

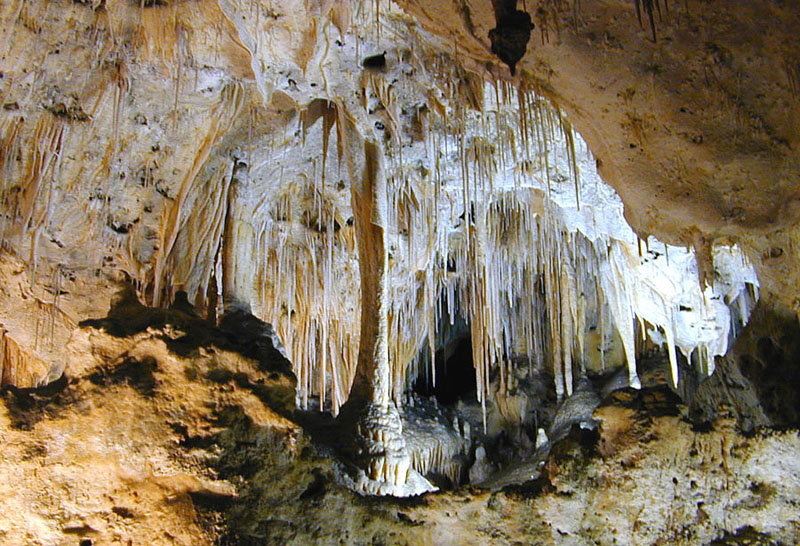
Stalaktiten, Stalagmiten und Stalagnaten im Carlsbad-Caverns-Nationalpark

Die Frühgeschichte der Höhlen beginnt vor mehr als 260 Millionen Jahren im Mittleren Perm mit der Entstehung einer Karbonatplattform in einem Epikontinentalmeer, das zu dieser Zeit die Region bedeckte. Diese Karbonatplattform wurde von einem 600 Kilometer langen Barriereriff, dem Capitan-Riff gesäumt. Ein Großteil des entsprechenden Riffkalksteins besteht, anders als bei modernen Korallenriffen, aus den Überresten von Schwämmen und Moostierchen. Andererseits spielten, wie auch heute, inkrustrierende Kalkalgen eine wichtige Rolle beim Riffwachstum. Zum Ende des Perms wurde die Verbindung des Meeres zum Ozean getrennt. Infolge des trockenheißen Klimas verdunstete das Meerwasser, die riffbauenden Organismen starben ab und die Karbonatplattform wurde unter Salz- und Gipsablagerungen begraben.
Vor einigen Millionen Jahren begann sich die Gegend zu heben und Verwitterung und Erosion begannen Teile der alten Karbonatplattform freizulegen. Die Verwitterung griff den Kalkstein aber auch unterirdisch an. Regenwasser, das Kohlendioxid aus der Luft und in den belebten, oberen Bodenhorizonten aufgenommen hatte und dadurch sauer geworden war, versickerte in Spalten des Riffkalksteins und löste ihn dabei langsam von innen her auf, vergrößerte Risse zu Spalten. Dieser als Verkarstung bezeichnete Prozess führte am Ende zu den heutigen großen Höhlen. Ungefähr zur gleichen Zeit stieg Schwefelwasserstoff-Gas aus den riesigen Gas- und Öllagerstätten unterhalb des Riffkalksteins auf. Dieses reagierte mit dem freien Sauerstoff im Grundwasser zu Schwefelsäure und unterstützte den Lösungsprozess des Kalkes. Der permische Riffkalkstein baut heute weite Teile der Guadalupe Mountains auf; die Carlsbad Caverns gehören zu den größten Höhlen in der Region.

### Entstehung der Tropfsteinformationen
Die Entstehung der Stalaktiten und Stalagmiten und vieler anderer bizarrer Formationen innerhalb der Höhle ist eng mit den Verkarstungsprozessen verknüpft. Jeder Regentropfen, der bis in die Höhle durchsickert, löst auf seinem Weg ein bisschen Kalk. Wenn er in der Höhle der Luft ausgesetzt ist und etwas Wasser verdunstet, so wird aus dem Wasser wieder Kalk abgeschieden. Es läuft also ein ständiger Prozess von Kalklösung und -abscheidung, der die wunderbarsten Formationen hervorbringt.

## Fledermäuse

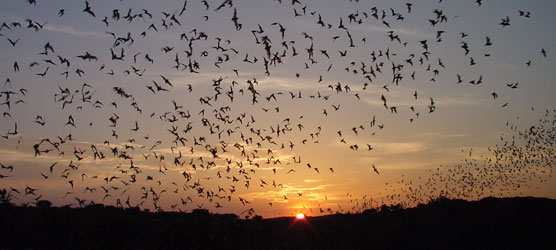
Mexikanische Bulldoggfledermäuse verlassen die Carlsbad Caverns

Die Höhlen sind die Heimat von maximal rund einer Million mexikanischer Bulldoggfledermäusen (Tadarida brasiliensis). Bei der letzten Zählung (2005) wurden rund 400.000 bis 500.000 gezählt. Aufgrund einer über eine Dekade anhaltenden Trockenheit in der Region gibt es weniger Insekten, von welchen sich die Mexican Freetails ernähren. Bei knappem Nahrungsangebot suchen die Fledermäuse andere Sommerreviere auf.
Tagsüber hängen sie dicht gedrängt an der Decke der so genannten Bat Cave, einer Seitenhöhle in der Nähe des natürlichen Eingangs. Dieser Teil der Höhle ist für den Publikumsverkehr gesperrt und nur Forschern zugänglich. Bei Einbruch der Nacht machen sich gigantische Fledermausschwärme auf, um nach Nahrung zu suchen. Dieses Schauspiel kann von dem halbrunden Theater am Eingang aus beobachtet werden.
Die Bat Cave dient den Fledermäusen als wettersichere Unterkunft und noch wichtiger als Aufzuchtsort für ihre Jungen. Die Fledermäuse wandern jedes Jahr von Mexiko aus zu den Höhlen, um im Juni hier ihre Jungen zu bekommen. Wenn die Mütter nachts auf Nahrungssuche gehen, werden die Jungen in der Höhle zurückgelassen. Im Juli oder August starten die Jungen üblicherweise zu ihren ersten Flugversuchen, und im Oktober oder November beginnt die Rückreise zu den Winterquartieren in Mexiko.

## Die Geschichte des Landstrichs

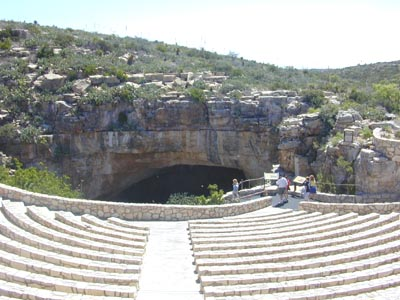
„Amphitheater“ im Eingangsbereich der Höhle

Vor über tausend Jahren wurde die Höhle bereits von den Indianern aufgesucht, um Schutz vor der Witterung zu suchen. Aus dieser Zeit stammen viele Wandzeichnungen in der Nähe des natürlichen Eingangs.
Um 1900 entdeckten Siedler die Höhle, nachdem sie auf die riesigen Schwärme von Fledermäusen aufmerksam geworden waren. Einige begannen die Vorräte an Guano abzubauen, um ihn als natürlichen Dünger zu verkaufen. Die erste Erforschung der Höhle nahm ein Cowboy namens James Larkin White vor, der von der Höhle fasziniert war und viel Zeit damit verbrachte, sie zu erkunden. Seinen Erzählungen von riesigen unterirdischen Räumen wurde aber erst Glauben geschenkt, als er sie mit Fotos belegen konnte. Die Legende von der Entdeckung der Höhle durch White verarbeitet Max Frisch in seinem Roman Stiller.
Im Jahr 1923 wurde dann eine offizielle Sichtung durch das Innenministerium durchgeführt. In der Folge wurde die Höhle zunächst zum National Monument, und später zum Nationalpark erklärt.
Die Erforschung der Höhle geht bis in die heutigen Tage weiter. So wurde der zweitgrößte Raum der Höhle, der Guadalupe-Raum, erst 1966 entdeckt. Noch neuere Entdeckungen sind der Bifrost-Raum im Jahr 1982 und die Chocolate High (1993).

## Sonstiges
Einige Szenen des Abenteuerfilms Die Reise zum Mittelpunkt der Erde (1959) wurden in den Carlsbad-Höhlen gedreht.